# La regione sconosciuta
La regione sconosciuta (Lavondyss) è un romanzo fantasy di Robert Holdstock, pubblicato la prima volta nel Regno Unito nel 1988. L'opera fa parte della Saga dei Mitago e, nell'edizione originale, è parte di Lavondyss, mentre in Italia il romanzo è stato diviso in due pubblicazioni distinte.

## Edizioni in italiano
- Robert Holdstock, La regione sconosciuta, traduzione di Delio Zinoni, Milano, Arnoldo Mondadori Editore, 2004, ISBN 88-04-53278-5.